# Вацлав из Шамотул
Вацлав из Шамотул (пол. Wacław z Szamotuł, бел. Вацлаў з Шамотул, 1526 или 1529, Шамотулы — 1567 или 1568, Вильно) — польский композитор духовной музыки, представитель восточноевропейского Возрождения.
Один из самых знаменитых польских композиторов эпохи Возрождения. Шамотулы — это небольшой городок, неподалёку от Познани. Вацлав был учеником известного польского теоретика, педагога и композитора Себастьяна из Фельштына. Кроме того, что Вацлав сочинял музыку, он прославился ещё и как поэт и певец. Талант и многосторонность Вацлава позволили ему уже в достаточно юном возрасте стать придворным певцом и композитором короля Сигизмунда Августа. Но гениальная одарённость мастера не смогла реализоваться в полной мере. Его блестящая творческая деятельность не продолжалась долго — он умер совсем молодым.
И тем не менее, Вацлав из Шамотул по праву считается первым из польских композиторов, кто получил широкое признание не только на родине, но и за границей. В его сочинениях, как светских, так и духовных, отмечают лирическую направленность содержания и тонкость колорита. Вацлава отличало высокое полифоническое мастерство, а мелодика его произведений была близка народно-песенному складу. Среди сочинений Вацлава из Шамотул выделяются мотеты, написанные с широким использованием имитационной техники, они отличаются тонким чувством гармонии. стиля, насыщены живым, эмоциональным содержанием, типичным для светской лирики гуманистов. Вацлав из Шамотул писал главным образом на латинские тексты; в период близости кальвинистам — на польские. Большинство сочинений Вацлава из Шамотул было написано для хора a capella.
Музыкальные произведения Вацлава из Шамотул были изданы при его жизни в Кракове, Нюрнберге и Кенигсберге. Большинство из них утеряно. Сохранились и были переизданы 4-голосные мотеты, 7 4-голосных песен, 4- и 6-голосные службы. Из его поэтических произведений сохранились 3 латинских стихотворения.